# Тімур Даґджі
Тімур Даґджі (крим. Timur Şahmurad oğlu Daĝcı; 19 травня 1932 — 5 лютого 2022) — кримськотатарський журналіст і редактор газети. У молодості він брав участь у русі за права кримських татар, але пізніше став активним членом Комуністичної партії та активно підтримував Мубарекську програму переселення, спрямовану на залюднення кримськими татарами узбецької пустелі.

## Життєпис
Даґджі народився в кримськотатарській родині 19 травня 1932 року; у віці п'ятнадцяти років він почав працювати автомеханіком. Хоча він закінчив вечірню школу, спочатку його не могли прийняти до факультету журналістики, оскільки він був кримським татарином. Однак йому вдалося вступити на східний факультет Ташкентського університету. Журналістську кар'єру він розпочав 1956 року, спочатку працюючи в місцевій газеті в Самарканді, але пізніше переїхав до Ташкента, щоб працювати над проєктами кримськотатарською мовою. 1964 року він став активним учасником національного руху, а 1966 року його було заарештовано за «розпалювання національної ворожнечі». Тімура ув'язнили в Лефортовській тюрмі. За його розповідями, під час допитів він був дуже стратегічним у своїх відповідях, уникаючи при цьому причетності інших кримських татар, часто цитуючи Маркса і Леніна у відповідь на запитання слідчих і ніколи не підкоряючись їм, тоді як Мустафа Джемілєв стверджує, що він пішов на співпрацю з владою.
Після звільнення з в'язниці він працював у журналістиці, а з 1982 по 1985 рік був головним редактором газети «Ленин байрагъы». Відхиляючись від думки інших кримських татар, він підтримував проєкт створення Мубарекської зони, яка замість повернення кримських татар до Криму передбачала їх поселення в узбецькій пустелі, тому як приклад для інших кримських татар він відправив туди свого сина і багато працював для підтримки Комуністичної партії. У русі за права кримських татар він дуже критично ставився до фракції Джемілєва. Проте, він критикував радянську владу за заперечення існування кримських татар як окремої етнічної групи, що він у своїх мемуарах назвав геноцидом. Незважаючи на підтримку провального проєкту Мубарека, який заохочував кримських татар залишатися в Узбекистані, 1989 року він переїхав на батьківщину до Криму.

## Виноски
1. ↑  Деякі джерела стверджують, що він народився в Самарканді Узбецької РСР,[1] тоді як інші повідомляють, що він народився в селі Кизил-таш, Крим.[2]